# Huangping Zhen
Huangping Zhen (kinesiska: 黄坪, 黄坪镇) är en köping i Kina. Den ligger i provinsen Yunnan, i den sydvästra delen av landet, omkring 270 kilometer nordväst om provinshuvudstaden Kunming. Antalet invånare är 32 992. Befolkningen består av 16 036 kvinnor och 16 956 män. Barn under 15 år utgör 21,0 %, vuxna 15-64 år 71 %, och äldre över 65 år 7,0 %.
Genomsnittlig årsnederbörd är 977 millimeter. Den regnigaste månaden är juli, med i genomsnitt 309 mm nederbörd, och den torraste är november, med 2 mm nederbörd.